# Tsung-Dao Lee
Tsung-Dao Lee (chiń. 李政道; pinyin Lǐ Zhèngdào; ur. 24 listopada 1926 w Szanghaju, zm. 4 sierpnia 2024 w San Francisco) – amerykański fizyk pochodzenia chińskiego, noblista.

## Życiorys
Urodził się w  Szanghaju, tam też uczęszczał do szkoły. W latach 1943–1944 studiował na Uniwersytecie Zhejiang w Hangzhou, a następnie podjął studia na Narodowym Uniwersytecie Południowozachodnim w Kunming. W 1946 roku uzyskał stypendium rządowe pozwalające mu kontynuować edukację w Stanach Zjednoczonych. Podjął studia na University of Chicago, gdzie został doktorantem Enrica Fermiego. Stopień doktora uzyskał w 1950 roku – tematem jego rozprawy była Zawartość wodoru w białych karłach (Hydrogen Content of White Dwarf Stars).
W latach 1950–1953 pracował m.in. w Obserwatorium Yerkes, na Uniwersytecie Kalifornijskim w Berkeley oraz w Institute for Advanced Study. W 1953 roku został zatrudniony na stanowisku assistant professor na Columbia University.
W 1955 roku uzyskał tytuł Associate Professor, w roku 1956 został najmłodszym profesorem w historii Uniwersytetu Columbia (miał wówczas 29 lat).
W 1957 roku (w wieku 31 lat) został laureatem nagrody Nobla w dziedzinie fizyki wraz z Chen Ning Yangiem za teorię zakładającą, że oddziaływania słabe pomiędzy cząstkami elementarnymi nie zachowują symetrii parzystości. Teoria ta została potwierdzona eksperymentalnie przez Chien-Shiung Wu. Chen Ning Yang i Tsung-Dao Lee byli pierwszymi chińskimi laureatami nagrody Nobla.
W 1960 został profesorem fizyki w Institute for Advanced Study, a trzy lata później powrócił na Uniwersytet Columbia. W 2012 roku przeszedł na emeryturę.

## Życie prywatne
W 1950 roku ożenił się z Jeannette Hui-Chun Chin. Mieli dwóch synów: Jamesa i Stephena.